# Distrikt Chambara
Der Distrikt Chambara liegt in der Provinz Concepción in der Region Junín in Zentral-Peru. Der Distrikt wurde am 28. November 1941 gegründet. Er hat eine Fläche von 99,9 km². Beim Zensus 2017 wurden 2726 Einwohner gezählt. Im Jahr 1993 lag die Einwohnerzahl bei 3045, im Jahr 2007 bei 2985. Sitz der Distriktverwaltung ist die 3593 m hoch gelegene Ortschaft Chambara mit 632 Einwohnern (Stand 2017). Chambara befindet sich 13 km südwestlich der Provinzhauptstadt Concepción.

## Geographische Lage
Der Distrikt Chambara liegt im Andenhochland im zentralen Westen der Provinz Concepción. Der Río Cunas fließt anfangs entlang der südwestlichen Distriktgrenze nach Norden und wendet sich anschließend nach Südosten und durchquert den Distrikt.
Der Distrikt Chambara grenzt im Südwesten an den Distrikt San José de Quero, im Nordwesten an den Distrikt Sincos (Provinz Jauja), im Norden an den Distrikt Aco, im Osten an den Distrikt Manzanares sowie im Süden an die Distrikte Huachac, Ahuac und San Juan de Jarpa (alle drei in der Provinz Chupaca).

## Ortschaften
Im Distrikt gibt es neben dem Hauptort folgende größere Ortschaften:
- Angasmayo (276 Einwohner)
- Roncha
- San Blas (249 Einwohner)
- Santa Rosa de Tistes (237 Einwohner)